# Masako Nozawa
Masako Nozawa (født 25. oktober 1936 i Japan) er en japansk tegnefilmsdubber. Hun er bedst kendt som stemmen bag Son Gokū og Son-Gohan i tegnefilmserien Dragon Ball.